# Sue Johanson
Sue Johanson (Kanada, Toronto, 1930. március 16. – 2023. június 28.) kanadai író, publicista, szexuális oktató és közéleti személyiség.

## Életpályája
Susan Powell néven született Torontóban, édesapja Wilfrid Powell kitüntetett brit háborús hős. Édesanyja, Ethel Bell, Sue 10 éves korában meghalt.
Egészségügyi iskolába járt Winnipegben. Miután elvégezte az iskolát, férjhez ment Ejnor Johanson svéd származású kanadai villanyszerelőhöz.
Három gyermekük van: Carol, Eric és Jane.
1970-ben születésszabályozási klinikát nyitott a Don Mills CI középiskolában, az első ilyen intézményt Kanadában.
A 90-es években indul saját közösségi rádió/televíziós műsora, a Sunday Night Sex Show. Az Egyesült Államokban a műsor az Oxygen Network csatorna műsorán fut, Talk Sex with Sue Johanson címmel.
Kanadai egyetemeken tart népszerű és gyakran telt házas előadásokat.
2001-ben megkapta a Kanada Rendet, a legmagasabb kanadai polgári kitüntetést.